# 金斯利結耙非鯽
金斯利結耙非鯽，為輻鰭魚綱鱸形目隆頭魚亞目慈鯛科的其中一種，分布於非洲喀麥隆及加彭的淡水流域，體長可達13公分，棲息在底中層水域，生活習性不明。

## 擴展閱讀
維基物種上的相關：金斯利結耙非鯽